# Sòcrates (militar)
Sòcrates (en llatí Socrates, en grec antic Σωκράτης) fou un militar aqueu, cap de les tropes mercenaries, que va participar en l'expedició de Cir el Jove contra el seu germà Artaxerxes el rei de Pèrsia (401 aC).
Es va reunir amb Cir a Sardes amb un cos de tropes de 500 mercenaris fortament armats que formaven part de l'Expedició dels deu mil. Va conservar el comandament durant tota l'expedició, tot i que el seu nom pràcticament no apareix fins després de la batalla de Cunaxa, quan va participar amb altres generals en un consell de guerra. Fou després un dels quatre generals que van acompanyar a Clearc d'Esparta a la tenda de Tisafernes i que van ser traïdorament capturats i executats per orde del rei Artaxerxes, segons expliquen Xenofont (Anàbasi I, 1.11; II, 3, II 5,31) i Diodor de Sicília.